# Samir Sabry
Samir Sabry (13 de janeiro de 1976) é um ex-futebolista profissional egípcio que atuava como meia.

## Carreira
Samir Sabry representou o elenco da Seleção Egípcia de Futebol no Campeonato Africano das Nações de 2006.

## Títulos
Seleção Egípcia
- Campeonato Africano das Nações: 2006